# Refojo
Refojo (llamada oficialmente Santo Estevo de Refoxo) es una parroquia española del municipio de Sober, en la provincia de Lugo, Galicia.

## Otras denominaciones
La parroquia también es conocida por los nombres de San  Estebo de Refoxo y San Estevo de Refoxo.

## Límites
Limita con el municipio de Pantón al norte y con las parroquias de Neiras al este, Proendos y Arrojo al sur, y Canabal al oeste.

## Organización territorial
La parroquia está formada por cinco entidades de población, constando cuatro de ellas en el nomenclátor del Instituto Nacional de Estadística español:

### Entidades de población
Entidades de población que forman parte de la parroquia:
- Camporrairo (Campo Rairo)
- Telleiros
- Vilamaior
- Viloudriz

### Despoblado
Despoblado que forma parte de la parroquia:
- Pousada (A Pousada)

## Demografía
| Gráfica de evolución demográfica de Refojo entre 2000 y 2021 |
|                                                              |
| Datos según el nomenclátor publicado por el INE.             |